# Германски кръст
Германският Кръст (на немски: Deutsches Kreuz) е учреден от Адолф Хитлер на 16 ноември 1941 година като награда с по-висок ранг от наградата Железен кръст първи клас, но по-нисък от Рицарски кръст на Железния кръст. Изработени са 2 разновидности – златен и сребърен (по цвета на лавровия венец, заобикалящ свастиката): първият е награда за проявена храброст, а вторият – за забележителна служба и е считан за допълнение към Кръста за заслуги с мечове.
Тази награда е по-скоро звезда, отколкото кръст, и има по-скоро безвкусен дизайн, което му спечелва прякори като „Пърженото яйце на Хитлер“, „Патриотичен заден рефлектор“ и „Партийна емблема за късогледите“. Има диаметър от 6,5 см и е носен на десния джоб на туниката. Ако получателят е награден със сребърната и златната разновидност на медала, двете могат да бъдат носени на униформата.
Тази награда е била достъпна и в платнен вид, което е улеснявало носенето и върху бойната униформа. Произведени са значително повече златни медали.
Наименованието кръст се свързва с това, че свастиката е кръст (слънчев кръст).

## Общ сбор на награденитее
|                  | Златен Германски кръст | сребърен Германски кръст |
| ---------------- | ---------------------- | ------------------------ |
| Сухопътни войски | 14, 639                | 874                      |
| ВМФ              | 1, 481                 | 105                      |
| Луфтвафе         | 7, 248                 | 65                       |
| СС и полиция     | 822                    | 70                       |
| Чужденци         | 14                     | 0                        |

## Галерия
- Германски златен кръст I степен
- Германски сребърен кръст II степен
- Германски златен кръст от плат, който се закача на униформата